# 阿尔巴尼亚王国 (1928年—1939年)
阿尔巴尼亚王国指的是在1928年到1939年期间巴尔干半岛上的一个君主立宪制国家。阿尔巴尼亚王国的君主是艾哈迈德·佐格。在佐格统治的这段期间，阿尔巴尼亚快速近代化，成长为巴尔干半岛上最发达的国家之一。阿尔巴尼亚王国虽然奉行亲法西斯政策，但却在1939年被轴心国意大利侵略，阿尔巴尼亚王国宣告灭亡。